# Laura Ashley

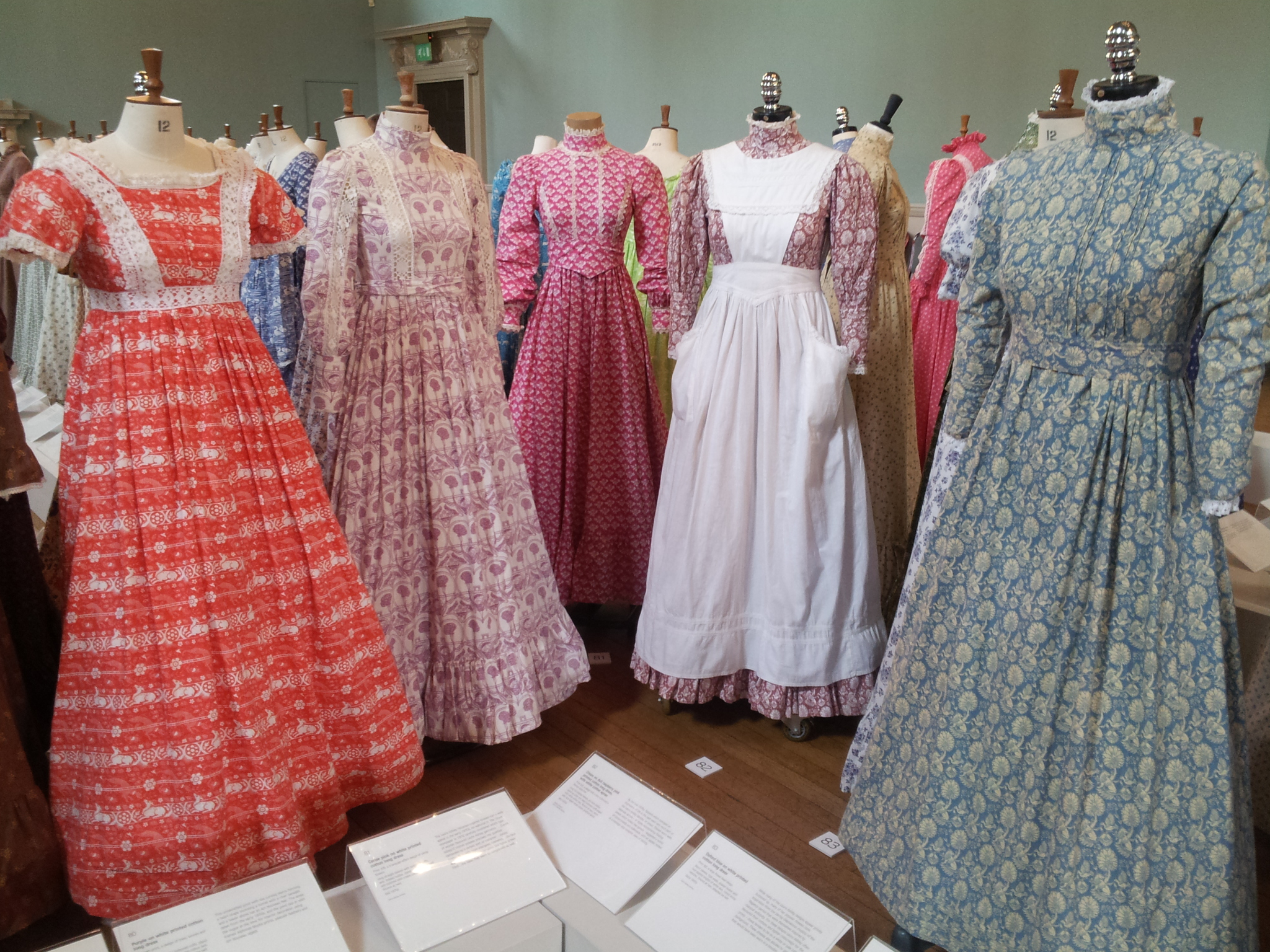
Japonnen van Laura Ashley uit de jaren 1970

Laura Ashley is een Britse interieur- en stoffenproducent genoemd naar de oprichter Laura Ashley (1926-1985), een Britse modeontwerper.
Zij begon in 1953 met haar man Bernard in Londen een studio die zich onder meer bezig hield met stofontwerpen, veelal van gebloemde 19de-eeuwse aandoende patronen. Hun hoofd- en theedoeken kwamen in Britse warenhuisketens. Ze startten bij hun onderkomen in Londen met eigen productie, er werd een koetshuis te Kent in gebruik genomen en in 1961 ging men produceren in de geboorteregio van Laura, Wales. In 1963 verwierven ze in Carno te Wales een leegstaand stationsgebouw waar ze verder gingen met het in eigen beheer bedrukken van stoffen. Het succes daarvan bracht hen tot de opening van eigen winkels, de eerste in Londen in 1968. In 1969-1973 werden er nog 7 winkels in Groot-Brittannië (eiland) geopend, in 1973 maakte men de oversteek naar het Europese vasteland. Er volgden na Genève winkels te Düsseldorf, Parijs en Amsterdam. In 1975 volgde de Verenigde Staten Naast stoffen ging men ook interieurartikelen als behang ontwerpen. 

## Laura Ashley Helmond
De concept sloeg dermate aan dat men op zoek ging naar uitbreiding van de eigen productiecapaciteit. Voor het confectioneren voor de markt op het vasteland kwam een confectieatelier te Wijk bij Duurstede. Nieuwe drukcapaciteit vond men ten slotte vond in Helmond waar de onderneming in maart 1976 de bestaande textieldrukkerij Verkuijten overnam. Deze startte met 10 personeelsleden en 1 drukmachine. Het volgende jaar werd al een aangrenzende textielfabriek overgenomen. In 1980 volgde een grootscheepse uitbreiding. In die periode telde Carno een 320 medewerkers, Helmond circa 200. Verder waren er een 14 confectieateliers in Wales. Ondertussen ging de internationale uitbreiding van de winkelketen gestadig voort, met filialen in de hele westerse wereld. In september 1984 nam de vestiging te Helmond met 188 medewerkers - dan distributeur voor het vasteland, tevens hoofdkantoor - een grote uitbreiding officieel in gebruik, een investering van ruim f 2 miljoen. In 1986 had het concern, onder leiding van Bernard Ashley, nog verdere uitbreidingsplannen. In Helmond werkten 250 personen, terwijl inmiddels ook fabrieken in Ierland en elders in Wales waren. De Helmondse vestiging Laura Ashley Manufacturing BV was tevens verantwoordelijk voor de bevoorrading van de 50 winkels op het continent, in Groot-Brittannië had men 150 winkels. 

## Teruggang en heroriëntatie
Het mode- en interieurmerk, gekenmerkt door de melancholische, behoudende stijl, een mix van 'de goede oude tijd' met het comfort van het heden, was zeer succesvol als kledingmerk in de jaren 70. De kenmerkende nostalgische stijl werd eind 20ste eeuw in korte tijd minder populair, winkels werden gesloten, de productie ingekrompen. Zo volgde in 1990 de sluiting van diverse fabrieken (wat ontslag van 1500 werknemers betekende) en de afstoting van de vestiging in Helmond. Deze ging in 1991 met 156 werknemers over aan de directie, die het voortzette als Texdeco Textiles. Men huurde het gebouw en bleef voor Laura Ashley produceren. In 1999 volgde alsnog de sluiting en in 2005 die van de hoofdvestiging in Wales. 
Het merk probeert sindsdien aansluiting met de modernere modetrends te vinden. De interieurstoffenlijn kent nog altijd grote omzetten, vooral in Engeland en de V.S.
- Bibliothèque nationale de France: cb12064946f (data)
- Gemeinsame Normdatei: 1089189532
- International Standard Name Identifier: 0000 0000 8169 8586
- Library of Congress Control Number: n82157249
- Nationale Bibliotheek van Letland: 000185697
- National Gallery of Victoria: 7137
- Nederlandse Thesaurus van Auteursnamen: 073302201
- RKD-Nederlands Instituut voor Kunstgeschiedenis: 204079
- SNAC: w6573p40
- Système universitaire de documentation: 078623162
- Museum of New Zealand Te Papa Tongarewa: 49010
- Union List of Artist Names: 500097086
- Virtual International Authority File: 100380654
- WorldCat: E39PBJjXkX6bBGHXGkfpq3YF8C